# Éva Circé-Côté, libre penseuse, 1871-1949
Éva Circé-Côté, libre penseuse 1871-1949 est une biographie écrite par l'historienne canadienne Andrée Lévesque portant sur Éva Circé-Côté, une chroniqueuse et intellectuelle québécoise du début du XXe siècle. L'ouvrage est publié en français aux éditions Remue-ménage en 2010 pour ensuite recevoir le prix Clio. En 2011, les éditions Remue-ménage publient avec Andrée Lévesque certaines chroniques d'Éva Circé-Côté en complément. La biographie est ensuite publiée en anglais, traduit par Lazer Lederhendler, en 2017 aux éditions Between the lines.
Andrée Lévesque possède un doctorat en histoire de l'université Duke, elle est spécialisée en histoire du Québec au XXe siècle. Elle est professeure émérite de l'Université McGill. Elle est également membre du Groupe d'histoire de Montréal. Les thèmes principaux de ses publications sont surtout axés sur l'histoire des mouvements ouvriers au Québec, les groupes et individus marginalisés et l'histoire des femmes au Québec. Elle conduit actuellement ses recherches sur la nature sociale et politique des écrits personnelles tout en dirigeant les Archives Passe-Mémoire consacrées aux écrits d'autobiographie. Sa carrière est marquée par un désir de mettre la lumière sur l'expérience de groupes historiques oubliés.

## Contexte historiographique
Les écrits concernant Éva Circé-Côté sont relativement nouveaux, et, surtout, rares. Andrée Lévesque est bel et bien pionnière en la matière. Le tout commence avec l'intérêt qu'offrait l'énigmatique journaliste Julien Saint-Michel par ses écrits qui, selon une historiographie traditionnelle d'un Québec jugé arriéré, étaient hautement avant-gardistes pour l'époque de l'entre-deux-guerres. Il sera révélé dans les années 1990 par Rachel Bédard, à la grande surprise d'Andrée Lévesque, que Julien Saint-Michel était en fait un pseudonyme utilisé par la poète et rédactrice Éva Circé-Côté.  
L'intérêt d'Andrée Lévesque pour ce personnage hors du commun s'inscrit dans une perspective historiographique de l'histoire des femmes où leur contribution journalistique est, selon elle, longuement négligée. Ceci serait notamment expliqué par leur usage du pseudonyme. Les femmes étaient obligées, pour la plupart, d'écrire sous un nom masculin car les normes sociales de l'époque les empêchaient d'être publiées. Dans son ouvrage, elle tente surtout de tenir compte de la diversité des plateformes d'expression que les femmes ont pu exploiter dans le Québec du début du XXe siècle pour contrer ces genres de contraintes de la condition féminine de l'époque. André Lévesque s'inscrit ainsi dans le courant historiographique portant sur les groupes marginalisés de l'ordre établi, notamment l'histoire des femmes.
L'ouvrage d'Andrée Lévesque aborde aussi une démarche historiographique alternative et récente du Québec en y dressant un portrait moderniste, avant-gardiste et libérale. En effet, dans une perspective historique, cette époque est largement attribuée à un clergé traditionaliste ayant mainmise sur la politique et la culture intellectuelle de la province. Ce que la revue Cité libre a nommé de « Grande Noirceur », soit cette période d'hégémonie de l'Église catholique et des mandats successifs de Maurice Duplessis, a longtemps été vue d'un mauvais œil par les historiens. Pour plusieurs, il s'agit du plus grand problème de l'historiographie québécoise depuis la Révolution tranquille.  Après les débuts des années 2000, certains courants d'histoire ont initié de nouvelles perspectives afin de démystifier cette époque. Les courants de « nouvelle sensibilité » et d' « histoire sociale du christianisme » ont, en effet, une approche visant une franchise à la réalité sociale du fait religieux à une époque bel et bien moderne. En s'intéressant à l'histoire de l'élite intellectuelle, cette biographie d'Éva Circé-Côté tend vers ce même objectif : présenter un Québec moderne lors d'une époque longtemps associée exclusivement au conservatisme politique et religieux. Le tout en présentant la vie surprenante d'une femme autonome et intellectuelle. 

## Plan et structure de l'ouvrage
L'ouvrage est divisé en deux parties de cinq chapitres chacune. La première section est une biographie classique relatant la vie d'Éva Circé-Côté et la deuxième visite les écrits de cette dernière à travers différents thèmes.
Première partie
- Chapitre I : Femme de lettre au seuil du siècle
- Chapitre II : Malheur à celle par qui le scandale arrive
- Chapitre III : Citadine engagée dans un pays en guerre
- Chapitre IV : Citoyenne éclairée
- Chapitre V : Lutter c'est vivre

Deuxième partie
- Chapitre VI : Libéralisme
- Chapitre VII : La religion
- Chapitre VIII : Le patriotisme
- Chapitre IX : Les féminismes : réformes sociales et droits des femmes
- Chapitre X : Le droit de travail et le travail des femmes

## Description du contenu
La première partie de l'ouvrage aborde la biographie proprement dite en cinq chapitres. Le premier chapitre porte sur l'éducation d'Éva Circé-Côté jusqu'à ses débuts de personnalité de la scène culturelle. Née en 1871, Éva Circé-Côté est la fille d'un marchant d'habit. Sa jeunesse est marquée par la fréquentation de couvents et d'écoles pour jeunes filles. Eva tend ensuite graduellement vers une vie bohémienne et intellectuelle au sein de l'École littéraire de Montréal. Elle joint ensuite sa plume pour la première fois à divers journaux de la métropole tels que Les Débats, L'Avenir et L'Avenir du Nord en tant que chroniqueuse et poète. Elle publie dans les mêmes années son tout premier recueil de poésie nommé Bleu, Blanc, Rouge : Poésie, Paysages, Causeries en plus de présenter sa pièce de théâtre Hindelang et De Lorimier.
Le second chapitre porte sur le court mariage d'Éva Circé-Côté avec le docteur Pierre-Salomon Côté. Ce dernier, surnommé le « Docteur des pauvres », permet à Éva de fréquenter plusieurs figures artistiques, politiques et intellectuelles libérales. C'est au cours de cette période qu'elle rencontre la journaliste Gaëtane de Montreuil avec qui elle se lie d'amitié. Les deux femmes créaient ensemble, en 1902, un lycée pour femme qui ne survit que deux ans. Ce chapitre prend fin en 1909, année durant laquelle le mari d'Éva Circé Côté décède.
Les chapitres 3, 4 et 5 sont consacrés, pour leur part, à une analyse approfondie des différents éléments qui ont marqué la vie d'Éva Circé-Côté après sa quarantaine. Les documents d'archives concernant sa vie personnelle à cette époque se font plus rare, n'ayant que l'échange de lettres entre elle et Marcel Douglas. Ceci oblige Andrée Lévesque de se concentrer sur ses écrits, ses points de vue et son style d'écriture à travers les journaux.
La deuxième partie de l'ouvrage s'oriente, pour sa part, vers une synthèse et analyse des chroniques d'Éva Circé-Côté à travers divers thèmes. André Lévesque en présente 5 à travers 5 chapitres : le libéralisme, la religion, le patriotisme, le féminisme et le droit de travail. Ainsi, le lecteur voit l'évolution de la carrière de lettre d'Éva Circé-Côté, tant de ses opinions, ses préoccupations et, surtout, de ses contradictions.

## Réception critique et universitaire
Les ouvrages concernant Éva Circé-Côté sont rares. La réception critique et universitaire de la biographie d'André Lévesque est donc limitée à quelques noms.
En général, l'ouvrage reçoit une réception positive. Beaucoup complimentent le professionnalisme d'André Lévesque malgré les difficultés des sources, notamment les pseudonymes, et la façon dont elle réussit à brosser le portrait d'une société plus moderne qu'initialement pensé. Sophie Doucet, doctorante en Histoire de l'université du Québec à Montréal spécialisée sur l'histoire des femmes intellectuelles, affirme que l'ouvrage est l'une des plus importantes biographies de femmes intellectuelles au Québec, car André Lévesque présente une Éva Circé-Côté crédible et riche en nuance. En effet, tous affirment que l'œuvre met bel et bien les bases essentielles pour de futures recherches concernant les thèmes nouvellement soulevés par l'expertise d'André Lévesque.
Cependant, l'ouvrage n'est pas à l'abri des critiques. Alexandre Turgeon, doctorant en Histoire de l'Université Laval et spécialiste des enjeux politiques liés à la mémoire, relève certains défauts tels qu'un manque de mise en contexte sociopolitique de l'époque de la vie d'Éva Circé-Côté. Il y a aussi Laurie Laplante, doctorante en communication publique et directrice adjointe de l'Institut Femme, Société, Égalité et Équité de l'université Laval, qui argumente que, bien qu'elle apporte d'importants points sur la valeur de la plateforme médiatique pour l'expression des femmes, Andrée Lévesque manque l'occasion de faire une importante réflexion dans son ouvrage concernant l'étude de genre. Cette dernière est d'abord un courant américain qui, au fil des ans, est devenu un courant dynamique à l'international. Il se concentre, d'une part, sur les traits comportementaux et les conventions sociales construites arbitrairement selon les genres et, d'autre part, sur l'influence qu'ont ces divergences sur les acteurs socio-historiques. Il aurait été pertinent, selon Laurie Laplanche, d'aborder dans l'ouvrage l'étude des genres et d'analyser la relation entre l'identité de genre et les médias.